# Manuel Rodríguez Araneda
Manuel Rodríguez Araneda (Santiago del Cile, 18 gennaio 1939 – Santiago del Cile, 26 settembre 2018) è stato un allenatore di calcio e calciatore cileno, di ruolo difensore.

## Carriera

### Calciatore
Con la Nazionale cilena ha preso parte ai Mondiali 1962.

### Allenatore
Ha allenato la propria Nazionale in una sola occasione: il 9 dicembre 1987, in occasione dell'amichevole disputata a Uberlândia contro il Brasile e terminata 2-1 per i padroni di casa.
Ha inoltre guidato il Regional Atacama, il Club de Deportes Antofagasta, il Club Deportes Cobresal, il Club Deportivo Municipal Iquique, l'Unión Española.